# Hans Mehl
Hans Mehl (* 15. Oktober 1914 in Nürnberg; † 9. November 1998 ebenda) war ein deutscher Autor und fränkischer Mundartdichter und Verfasser der Fränkischen Weihnacht.

## Leben
Hans Mehl war im Hauptberuf Verwaltungsbeamter, seine Laufbahn reichte bis zum Amtsrat.

## Werk
Hans Mehl schrieb – in der Nachfolge von Konrad Grübel – ausschließlich in fränkischer Mundart. Er war Mitbegründer des Collegiums Nürnberger Mundartdichter und zeitweise dessen Sprecher. Über den lokalen Nürnberger Raum hinaus bekannt wurden die Texte von Mehl durch die Sendereihe "Bairisch Herz-Ausgabe Franken" des Bayerischen Rundfunks, die er mitunter auch moderierte.
Bei Auftritten mit den "Loonharder Sänger und Musikanten" spielte er zuweilen auf der Geige mit. Für sie schrieb er auch einige Lieder.
Mehls bekanntestes Werk ist die Ende der 1960er Jahre verfasste Fränkische Weihnacht, eine Fassung der Weihnachtsgeschichte in fränkischer Mundart. Vor allem durch die gleichnamige Veranstaltung, die seit damals im Nürnberger Heilig-Geist-Saal von den Loonharder Musikanten, einer Nürnberger Volksmusikgruppe, und dem Bayerischen Landesverein für Heimatpflege e.V. organisiert wird, wurde die Geschichte gelesen. Als Veranstaltungsform wurde diese Mischung zum Vorbild für hunderte von vorweihnachtlichen Konzerten, ähnlich dem Salzburger Adventsingen.
Der theologische Autor Klaus Raschzok sieht in dem Werk den Anfang einer Reihe von Texten, die sich der Verkündigung in fränkischer Mundart widmen.
Für seine Tätigkeit erhielt Hans Mehl 1977 das Bundesverdienstkreuz am Bande und 1988 den Frankenwürfel.

## Werke

### Als Autor
- Des derf mer doch nu sogn. Heitere und besinnliche Verse. 8., unveränderte Auflage. regio Verlag Glock und Lutz, Sigmaringendorf 1988.
- Gäih zou – bleib dou! In Nürnberger Mundart. Glock und Lutz, Nürnberg/Heroldsberg 1976, ISBN 3-8235-5707-6
- Fränkische Weihnacht. Die Weihnachtsgeschichte nach dem Lukas-Evangelium in Nürnberger Mundart nacherzählt. Mit fränkischen Volksliedern zur Advents- und Weihnachtszeit, ausgewählt von Erwin Zachmeier. Albert Hofmann, Nürnberg 1979, ISBN 3-87191-044-9
- Su genga die Geng. Nachdenkliches und Heiteres in Nürnberger Mundart. Albert Hofmann, Nürnberg 1985, ISBN 3-87191-099-6

### Als Mitautor
- Auf gut Nürnbergerisch. Nürnberg 1969
- Nürnberger Luginsland. Heroldsberg 1975
- Su wöi die Leit senn, is ka Mensch. Eine Anthologie zum 25jährigen Jubiläum des Collegiums Nürnberger Mundartdichter. Albert Hofmann, Nürnberg 1989, ISBN 3-87191-140-2